# Jurua monachina
Jurua monachina är en skalbaggsart som först beskrevs av White 1855.  Jurua monachina ingår som enda art i släktet Jurua och familjen långhorningar. Inga underarter finns listade i Catalogue of Life.